# Luca$
Luca$ (pronunciado como "Luca-dolar"), también llamado así en Hispanoamérica y España, es el decimoséptimo episodio de la vigesimoquinta temporada de la serie animada Los Simpson, y el 547 de la misma. Fue escrito por Carolyn Omine y dirigido por Chris Clements, y se emitió en Estados Unidos el 6 de abril de 2014, por Fox. La estrella invitada fue Zach Galifianakis como Lucas Bortner.

## Sinopsis
El episodio comienza en un parque infantil donde Homer se ha quedado dormido y atascado en los espirales metálicos gigantes del gimnasio de la selva. Marge lleva a Bart y Lisa a la escuela, y ellos se esconden en el asiento trasero para que puedan preservar sus reputaciones. La historia de Homer se muestra en forma de flashback, y cuando termina, cae en un charco del gimnasio de la selva. Bart es visto más tarde en la oficina del director Skinner, dando una explicación sobre por qué llegó tarde. Skinner decide seguir adelante con el castigo corporal, y mientras está distraído con Willie, Bart hace un recorrido hacia el auto de Skinner. Bart logra escapar de Skinner, y el auto ingresa accidentalmente dentro de una tienda de autos. Bart se refugia en su casa del árbol, donde descubre que Snake Jailbird se esconde allí. Él revela que él está cometiendo crímenes para ayudar a su hijo Jeremy. Clancy Wiggum llega, pensando que Snake está ahí, y Bart se da cuenta de que Snake llegó a la cima del monte Springfield. De vuelta a la escuela, Lisa ve a un niño atragantándose con pizza. Ella realiza la maniobra de Heimlich en él. Su nombre es Lucas Bortner y es un comedor competitivo. Ella cree que el concurso de comida no es para él, y de pronto se enamora de él. Luego piensa en el cambiando esos hábitos y viéndose mejor. Mientras tanto, Snake, agradecido por las acciones de Bart, roba un PlayStadium 4 y lo deja en la habitación de Bart.
Milhouse sospecha algo, y se da cuenta de que su myPad ha sido robada. Lucas llega a la casa de los Simpson, y en corto tiempo, llama la atención de Homer después de decir «concurso de comida». Lucas sugiere una variedad de alimentos a Lisa incluyendo salchichas de Viena, pastel de arándanos, avena, frijoles horneados estilo libre, un bagre y un cerebro de la vaca. Disgustado por el cerebro de vaca, Lisa recoge los granos. Dentro de la casa, Patty y Selma empiezan a insultar a Lucas, y lo comparan con Homer. A Marge le sorprende que a su hija le gusta Lucas. Mientras tanto, Bart comienza a recibir más artículos robados de Snake, incluyendo un tigre y la armadura de un caballero con espada y escudo. Lisa le sugiere a Lucas comer un helado, pero él consigue congelar el cerebro de ella. El ayuda a Lisa al darle una golpe en la cabeza. Marge, que está espiando, cree que Lisa va a casarse con Lucas y va arruinar su futuro.
Bart sube a la casa del árbol, donde se entera de que Snake le robó a Mihouse su myPad. Milhouse enfrenta a Bart y lo demanda por estar recibiendo todas las cosas robadas. Bart inicialmente intenta distraer a Milhouse tocando la música de Osmos, sin embargo las demandas Milhouse llegaron a ser informadas. Bart revela a Milhouse y a las autoridades que el autor de los delitos fue Snake, y ellos prometen ejecutarlo en una silla eléctrica. Marge sugiere a Homer que tome una cena con Lisa. Ella le dice que actúe como un caballero para que Lisa quiera lo mismo de su futuro esposo. Marge sospecha que si Homer actúa como el, Lisa tendrá un marido igual, pero ella no lo menciona. Homer se da cuenta de que Marge piensa que sería una mala elección para Lisa terminar con un marido que es igual a él. En respuesta a esto, se enoja y se va a dormir al sofá de la casa de Flanders, afirmando que el sofá Simpsons «es una porquería».
En la Taberna de Moe, Homer finalmente se llena de valor para preguntarle a Lisa si quería salir a cenar con él y ella acepta. Mientras tanto, Bart va a la estación de policía y explica la historia de Snake con la esperanza de que él podría ser perdonado. Wiggum rechaza la petición de Bart, pero Snake se escapa de todos modos. Homer no se compromete a avergonzar a Marge, pero él todavía está resentido porque Marge cree que un marido como él sería un marido malo para Lisa. En el Gilded Truffle Homer está en su mejor comportamiento (para él) e incluso pide lasaña vegetariana (aunque solicitó que estuviera cubierto con sangre de vaca). Marge aparece y trata de disculparse. Él la perdona cuando ella revela que ella está usando un vestido púrpura sexy que compró después de vender la máquina de coser. Ella deja a Homer y Lisa para continuar con su cena y los espera en el bar restaurante, donde Jimbo empieza a saltar sobre ella. Al día siguiente en la escuela, Lisa descubre que Lucas dejó el concurso de comida y decidió hacer «lo que Adele hace». Entonces, ella trata de enseñarle a silbar, pero fracasa.

## Recepción

### Crítica
Dennis Perkins de The A.V. Club le dio al episodio una C, diciendo: 

«Una vez más, la resolución de la trama central es, por turnos, perezosos, brutos, e insuficientemente desarrollados. Si Los Simpson han de ser juzgado por sus propios méritos, sin hacer referencia a sus glorias pasadas, basada bien únicamente en este episodio, no se trata de un espectáculo que se sincroniza cada semana».

### Audiencia
El episodio recibió un índice de audiencia de 1,9 y fue visto por un total de 4,30 millones de personas, por lo que es el segundo programa más visto en Animation Domination esa noche, superando a Bob's Burgers y  a American Dad! pero perdió contra Family Guy con 4.770.000 espectadores.